# Reinhard Nitzsche
Reinhard Nitzsche (* 30. Oktober 1936 in Neukirchen, Kreis Merseburg) ist ein deutscher Chemiker.
Reinhard Nitzsche studierte von 1954 bis 1960 Chemie an der Technischen Hochschule für Chemie Leuna-Merseburg mit dem Diplom-Abschluss auf dem Gebiet der Elektrochemie am Institut für Physikalische Chemie bei Rolf Landsberg. Nach Assistentenzeit und Promotion auf elektrochemischem Gebiet am selben Institut in Merseburg begann er 1964 in den Leunawerken die Tätigkeit in der Hochdruckpolymerenforschung bei Manfred Rätzsch. Er war bis 1976 in Leuna verantwortlich für die technologische Entwicklung und Weiterentwicklung des Hochdruckpolyethylenverfahrens, die ab 1969 in Zusammenarbeit mit der Sowjetunion zum Aufbau der 50 kt/a Anlage "Polymir 50" in Nowopolozk in Belarus und der 60 kt/a Anlage "Polymir 60" in Leuna führte. 1976–1980 war er Abteilungsleiter der Hochdruckpolyethylensynthese, 1981–1984 Forschungsdirektor und 1985–1990 Produktionsdirektor in den Leunawerken. Seine Tätigkeit in den Leunawerken beendete er Ende 1991 als Abteilungsleiter der Miramid (Polyamid 6) Produktion.
Er war als Autor und Coautor an zahlreichen Veröffentlichungen und an über 80 Patenten beteiligt.
1970 erhielt er mit anderen den Nationalpreis für Wissenschaft und Technik 1. Klasse, 1976 ebenfalls im Kollektiv den Staatspreis der UdSSR und 1981 die Auszeichnung Verdienter Erfinder. Von 1989 bis 1990 war er der letzte Vorsitzende der Chemischen Gesellschaft der DDR.